# Medal Brązowego Lwa
Medal Brązowego Lwa (niderl. Bronzen Leeuw) – holenderskie wysokie odznaczenie wojskowe. Został ustanowiony jako wypełnienie luki pomiędzy Orderem Wojskowym Wilhelma a Brązowym Krzyżem. 
W aktualnej kolejności starszeństwa holenderskich odznaczeń następuje po Orderze Korony (nie licząc honorowego wyróżnienia Eervolle Vermelding nadawanego w formie niewielkiej korony mocowanej na wstążce któregoś z medali), a przed Gwiazdą Ruchu Oporu w Azji Wschodniej.
Medal Brązowego Lwa został ustanowiony Dekretem Królewskim z 30 marca 1944 roku. Artykuł 2 Dekretu Królewskiego brzmi jak następuje: Medal Brązowego Lwa zostaje przez Nas przyznany wojskowym w służbie Królestwa Niderlandów, którzy w walce z nieprzyjacielem odznaczyli się czynami mężnymi i roztropnymi. Artykuł 3 dodaje do tego: „Medal Brązowego Lwa może być, z powodów, wymienionych w Artykule 2, przyznany:
- nie-wojskowym, Holendrom i holenderskim poddanym;
- cudzoziemcom, o ile ich czyny służyły dobru Państwa Holenderskiego”.

Medal Brązowego Lwa zastąpił ww. Eervolle Vermelding. W hierarchii holenderskich odznaczeń za męstwo wojskowe zajmuje drugie miejsce po Orderze Wojskowym Wilhelma. Do tej pory Brązowego Lwa przyznano łącznie 1210 osobom, z czego 336 cudzoziemcom. Ostatnie odznaczenia, w liczbie trzech, zostały przyznane w 1962 roku w związku z konfliktem z Indonezją o Nową Gwineę. Tylko jeden raz przyznano Order Brązowego Lwa sztandarowi jednostki. Dekretem Królewskim z 9 maja 1950 roku postanowiono, że to odznaczenie zostanie nadane 2. i 3. Pułkowi Strzelców Spadochronowych (Regiment Chasseurs Parachutistes) armii francuskiej, w związku z ich zasługami w wyzwalaniu Holandii w kwietniu 1945 roku.

## Oznaka
Brązowy krzyż Ruperta z zaokrąglonymi ramionami, z okrągłą tarczą pośrodku z wizerunkiem holenderskiego lwa królewskiego. Rewers jest gładki. Medal jest zawieszony na wstążce szerokości 37 mm, podzielonej na 9 równych pionowych pasków w kolorach pomarańczowym (4 paski) i niebieskim Nassau (5 pasków). Przy powtórnym nadaniu tej samej osobie, dodawana jest złota liczba „2” na wstążce.

## Odznaczeni
Kawalerem Brązowego Lwa jest m.in. generał Stanisław Sosabowski, odznaczony pośmiertnie 31 maja 2006 za zasługi wojenne podczas operacji Market Garden w 1944.